# Edward Dickinson Baker

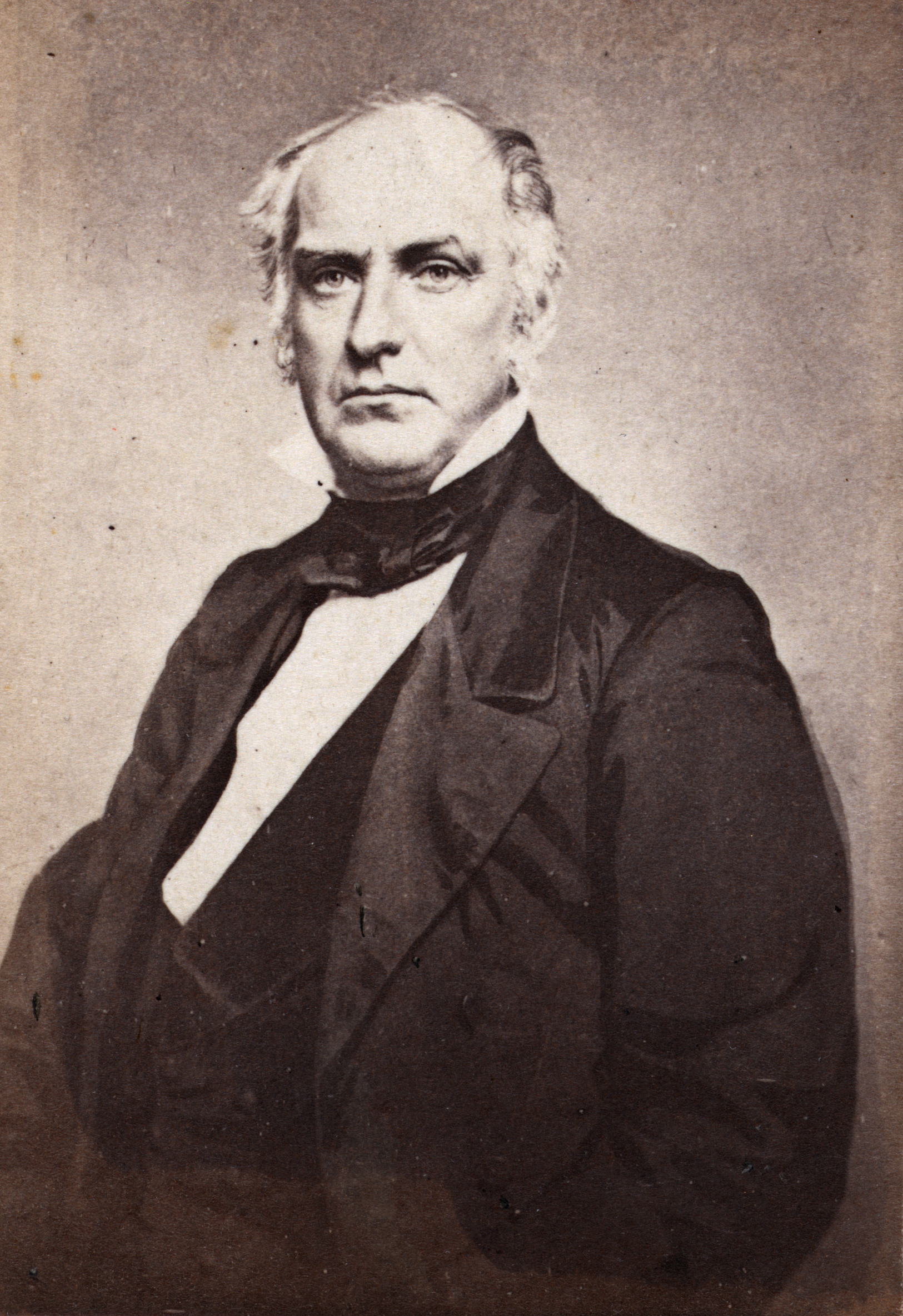
Edward Dickinson Baker

Edward Dickinson Baker (* 24. Februar 1811 in London, England; † 21. Oktober 1861 bei Leesburg, Virginia) war US-amerikanischer Politiker und Offizier des US-Heeres während des Amerikanischen Bürgerkrieges.

## Jugend und politischer Werdegang
Baker wurde als Sohn eines Lehrers in London geboren und kam 1816 mit seiner Familie nach Philadelphia. Seine Eltern waren Quäker und schlossen sich 1825 der von dem Frühsozialisten Robert Owen gegründeten Kolonie New Harmony in Indiana an, die jedoch 1829 wieder aufgegeben wurde. Die Familie zog daraufhin weiter nach Belleville, Illinois, wo Baker heiratete und sich als Rechtsanwalt niederließ. 1832 nahm er als Soldat am Black-Hawk-Krieg teil. Baker engagierte sich bald auch politisch und schloss sich der Whig Partei an. Von 1837 bis 1844 gehörte er zunächst dem Repräsentantenhaus und später dem Senat von Illinois an. 1844 wurde er Kandidat seiner Partei für einen Sitz im Repräsentantenhaus der Vereinigten Staaten, nachdem er Abraham Lincoln bei der Nominierungsabstimmung geschlagen hatte. Dennoch wurden Baker und Lincoln, der später sein Nachfolger im Kongress werden sollte, enge Freunde. Lincoln ging sogar so weit, seinen zweiten früh verstorbenen Sohn Eddie nach Edward Baker zu benennen. Baker legte sein Kongressmandat Anfang 1847 nieder, um als Kommandeur des 4. Illinois Infanterie-Regiments am Mexikanisch-Amerikanischen Krieg teilnehmen zu können. Er nahm an der Belagerung von Veracruz und der Schlacht von Cerro Gordo teil und wurde nach Kriegsende 1847 wieder aus dem Dienst entlassen. Von 1849 bis 1851 vertrat Baker erneut Illinois im US-Repräsentantenhaus. Aus Enttäuschung darüber, dass ihn Präsident Franklin Pierce nicht in sein Kabinett aufnahm, zog er sich jedoch vorübergehend aus der Politik zurück und ging nach Kalifornien, um in San Francisco wieder eine Anwaltstätigkeit aufzunehmen. 1860 zog er nach Oregon und wurde als Vertreter der Republikanischen Partei in den Senat der Vereinigten Staaten gewählt. Im Oktober reiste er nach Washington, D.C., um dort sein Mandat anzutreten.

## Tod im Bürgerkrieg

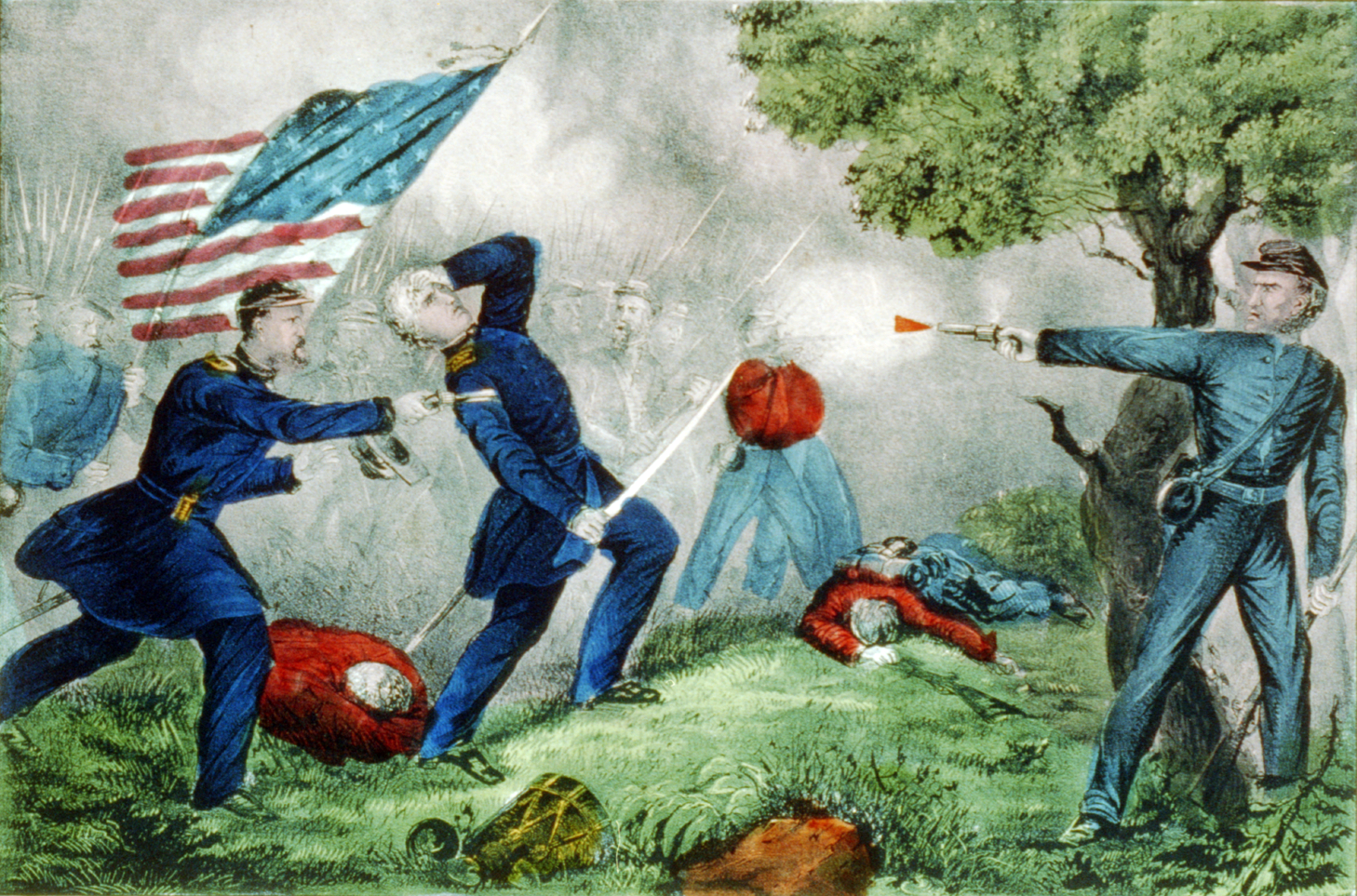
Der Tod Edward Dickinson Baker im Gefecht bei Balls Bluff

Edward Baker stellte mit Zustimmung des Kriegsministers das 1. California Infanterie-Regiment auf, dessen Angehörige zwar in der Umgebung von Philadelphia rekrutiert, aber auf die Quote für Kalifornien angerechnet wurden. Baker selbst wurde zum Kommandeur dieses Regiments ernannt. Während des Spätsommers und Herbstes 1861 unterstand das Regiment der Potomac-Armee unter dem Oberbefehl von Generalmajor McClellan, die auf dem Nordufer des Potomacs eingesetzt war. Präsident Lincoln beförderte seinen alten Freund zweimal zu Generaldienstgraden des Freiwilligenheeres, zunächst im August zum Brigadegeneral und einige Wochen später noch einmal zum Generalmajor. Baker lehnte beide Ernennungen ab, weil er bei ihrer Annahme sein Kongressmandat hätte niederlegen müssen. Als Kommandeur einer Brigade in der Division von Generalmajor Charles Pomeroy Stone erhielt Baker am 21. Oktober 1861 den Auftrag, einen Vorstoß über den Potomac nach Virginia zu unternehmen und die Umgebung der Stadt Leesburg zu erkunden. In einem ebenso komplizierten wie langwierigen Verfahren setzte Baker seine Brigade mit Hilfe einiger Kähne über den Fluss und ließ sich ohne sichere Verbindung mit dem Nordufer auf ein Gefecht mit einem konföderierten Großverband unter Brigadegeneral Nathan G. „Shanks“ Evans ein, das sich zum Gefecht bei Balls Bluff ausweitete. Im Verlauf dieses Gefechts wurde Baker durch einen Kopfschuss getötet. Die Brigade erlitt eine schwere Niederlage, die weitreichende Konsequenzen nach sich ziehen sollte.

## Nachwirkung
Der Tod eines amtierenden US-Senators und persönlichen Freundes des Präsidenten sorgte im politischen Washington für helle Aufregung. Die Niederlage bei Balls Bluff war nach den Katastrophen von Bull Run und Wilson’s Creek bereits der dritte Rückschlag für das Heer in nur drei Monaten. Besonders die radikalen Republikaner im Kongress verdächtigten Teile des Heeres des Verrats, der Duldung der Sklaverei und der heimlichen Sympathie für die Südstaaten, und drängten auf eine Untersuchung der Vorfälle. Auf ihre Forderungen hin wurde Anfang Dezember 1861 ein „Gemeinsames Komitee für die Kriegsführung“ (Congressional Joint Committee on the Conduct of the War) gebildet, das sich mit inquisitorischem Eifer daran machte, nach Schuldigen für die schlechte Kriegslage zu suchen. Vor allem Offiziere, die der demokratischen Partei angehörten, wurden die Opfer dieser Hexenjagd. Obwohl Bakers Entscheidungen für die Niederlage bei Balls Bluff verantwortlich gewesen waren, wurde sein Vorgesetzter Stone zum Sündenbock für die Affäre gemacht, bei Nacht und Nebel verhaftet und sechs Monate lang ohne Anklage inhaftiert.